# I Want You (She's So Heavy)
《I Want You （She's So Heavy）》是由英國搖滾樂團披頭四成員約翰·藍儂創作、收錄於專輯《艾比路》的1969年歌曲。（作品上是以藍儂-麥卡尼「Lennon–McCartney」的名義發表）

## 歌曲概要
作品的內容主要來自當時藍儂對於交往的新女友小野洋子的愛意表現，歌詞中以幾句簡單的字詞來貫穿全曲也是受到小野洋子的藝術風格影響。
藍儂以穆氏電子合成器在此歌曲中添加各種白噪音效果，為企圖完成他心中的所想做出的概念音樂作品。之後作品完成的時間長度雖多達8分4秒，但藍儂隨後想到可以在歌曲末段約剩下20秒演奏的段落裡用突然中斷的表現手法，造成現今此曲的結尾是在唐突地情況下突然結束的效果。

## 演奏成員
- 約翰·藍儂：主唱、和聲、主吉他、音樂電子合成器
- 保羅·麥卡尼：和聲、貝斯
- 喬治·哈里森：和聲、主吉他
- 林哥·史達：鼓、康加鼓、風聲器
- 比利·普利斯頓：電子琴

## 翻唱者
- 比吉斯：在1978年與披頭四專輯《比伯軍曹寂寞芳心俱樂部》同名的音樂電影裡翻唱。
- 莎拉·沃恩：收錄於1981年專輯《Songs of the Beatles》。
- 約翰傳奇：收錄於2008年專輯《Live in Philadelphia》。